# Musaddiq Hussain
Musaddiq Hussain, född den 17 april 1968 i Peshawar, Pakistan, är en pakistansk landhockeyspelare.
Han tog OS-brons i herrarnas landhockeyturnering i samband med de olympiska landhockeytävlingarna 1992 i Barcelona.